# Виноградов, Владимир Никитич
Влади́мир Ники́тич Виногра́дов (12 [24] марта 1882, Елец — 29 июля 1964, Москва) — советский терапевт, кардиолог. Академик АМН СССР (1944), заслуженный деятель науки РСФСР (1940), Герой Социалистического Труда (1957). Лечащий врач Иосифа Сталина.

## Биография

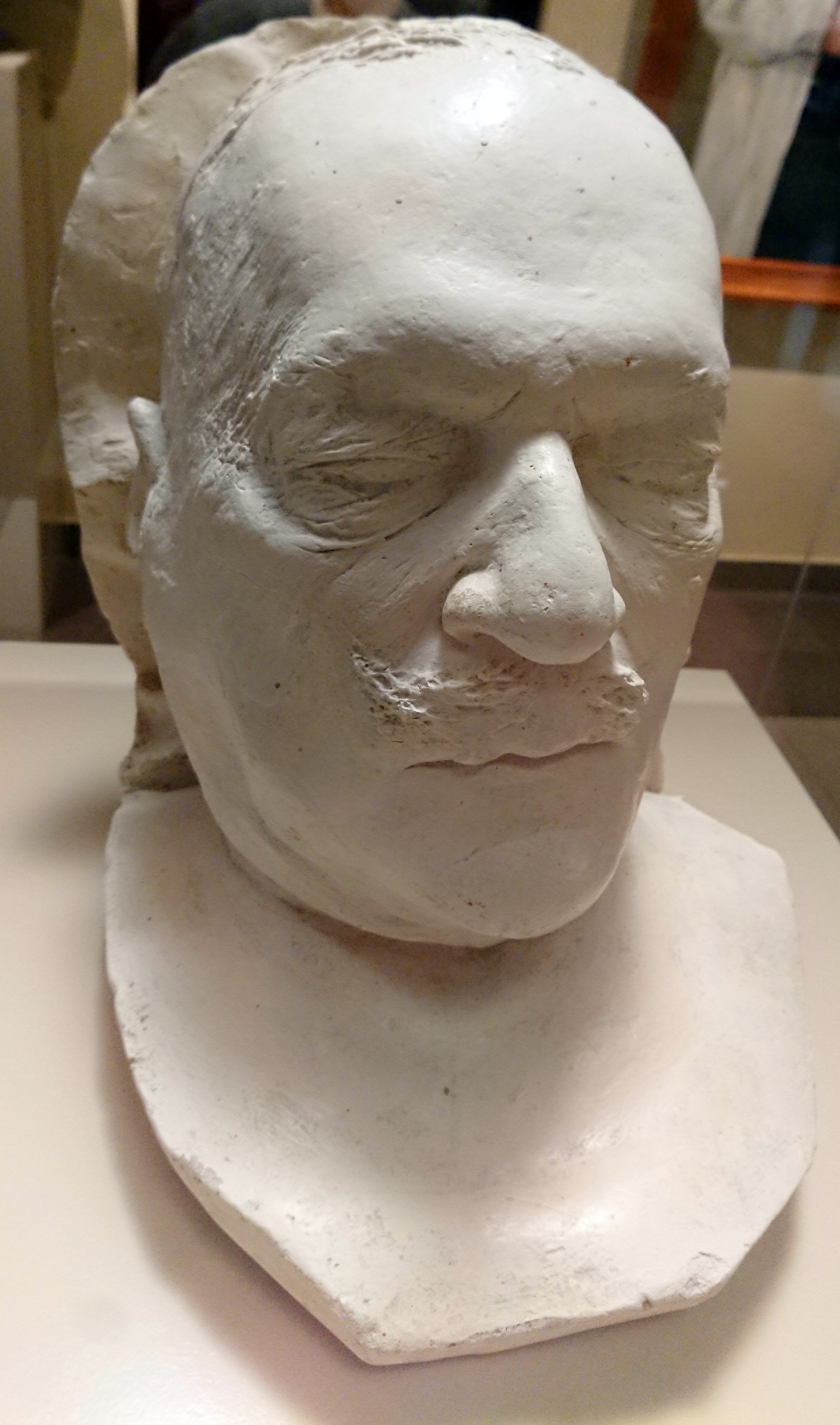
Посмертная маска В. Н. Виноградова

Родился в семье железнодорожного служащего. Окончил городское реальное училище, затем — гимназию[какую?].
В 1907 году окончил медицинский факультет Московского университета. Будучи студентом 3-го курса, добровольцем отправился на русско-японскую войну в качестве фельдшера; за проявленную храбрость был награждён Георгиевским крестом 4-й степени.

Могила Виноградова на Новодевичьем кладбище Москвы.

Работал ординатором, затем ассистентом на кафедре факультетской терапии.
В 1929—1931 гг. заведовал кафедрой пропедевтической терапии 1-го Московского медицинского института. В 1935—1942 гг. — заведующий кафедрой факультетской терапии 2-го Московского медицинского института. С 1 января 1943 г. заведовал кафедрой факультетской терапии 1-го Московского медицинского института. Под его руководством в клинике были созданы кардиоревматологический кабинет (1958), электрофизиологическая лаборатория АМН СССР (1946), первое в стране специальное отделение для лечения больных инфарктом миокарда, осложнённым коллапсом (1961), кабинет функциональной диагностики сердечно-сосудистой системы (1964); внедрены в клиническую практику гастроскопия, бронхоскопия, электрокимография, радиоизотопная диагностика, катетеризация сердца, векторэлектрокардиография.
В ноябре 1952 г. был арестован по так называемому делу врачей, находился в заключении до 4 апреля 1953 г. Обвинялся в умерщвлении А. А. Жданова, шпионаже на американскую разведку и в других преступлениях; на допросах подвергался систематическим избиениям.
Был одним из наиболее деятельных организаторов терапевтических съездов и конференций; председателем Всесоюзного терапевтического общества (1949—1964) и Московского терапевтического общества (1945—1953, 1957—1964), редактором журнала «Терапевтический архив» (1943—1964).
С 1934 г. являлся консультантом Министерства здравоохранения СССР, с 1943 г. — главным терапевтом Лечебно-санитарного управления Кремля. В 1940-е годы был лечащим врачом ряда советских лидеров и лично Сталина.
Похоронен на Новодевичьем кладбище в Москве (участок 3).

«В. Н. Виноградов — тип московского популярного врача-практика. Он, действительно, как врач хорош: очень любезен, обходителен, тщательно исследует пациента, внимательно его расспрашивает, и потому его больные уважают (…) После смерти Г. Ф. Ланга В. Н. Виноградов стал председателем Всесоюзного общества терапевтов — как старейший. Он к тому времени был в очень большом фаворе в Кремлёвской больнице и лечил главных вождей и членов их семей. У себя дома за ужином (всегда обильном и вкусном) В. Н. — обаятельный человек, московский хлебосол, любитель угощать лучшими винами. И, наконец, он страстный коллекционер картин (и у него имеются первоклассные вещи)», — описывает его в конце 1940-х годов А. Л. Мясников.

## Научная деятельность
Основные работы посвящены ранней диагностике рака, туберкулёзу лёгких и почек, проблеме сепсиса в клинике внутренних болезней, болезням органов пищеварения. В 1925 г. защитил докторскую диссертацию «Изменения почек при туберкулёзе лёгких». В годы Великой Отечественной войны изучал также проблемы раневой дистрофии, лечения проникающих ранений грудной клетки.

## Семья
Первый брак — с Виноградовой (урождённой Гонтарёвой) Марией Викторовной (1888—1952). От этого брака сыновья:
- Георгий — учёный-химик,
- Владимир — учёный-медик.

Второй брак — с Виноградовой (урождённой Делос) Ольгой Фёдоровной (1903—1995).

## Награды
- Георгиевский крест 4-й степени
- заслуженный деятель науки РСФСР (1940)
- медаль «Серп и Молот» Героя Социалистического Труда (1957)
- пять орденов Ленина
- орден Трудового Красного Знамени
- медали
- Государственная премия СССР (1969, посмертно) — за эффективную диагностику и организацию лечения больных инфарктом миокарда.

## Память

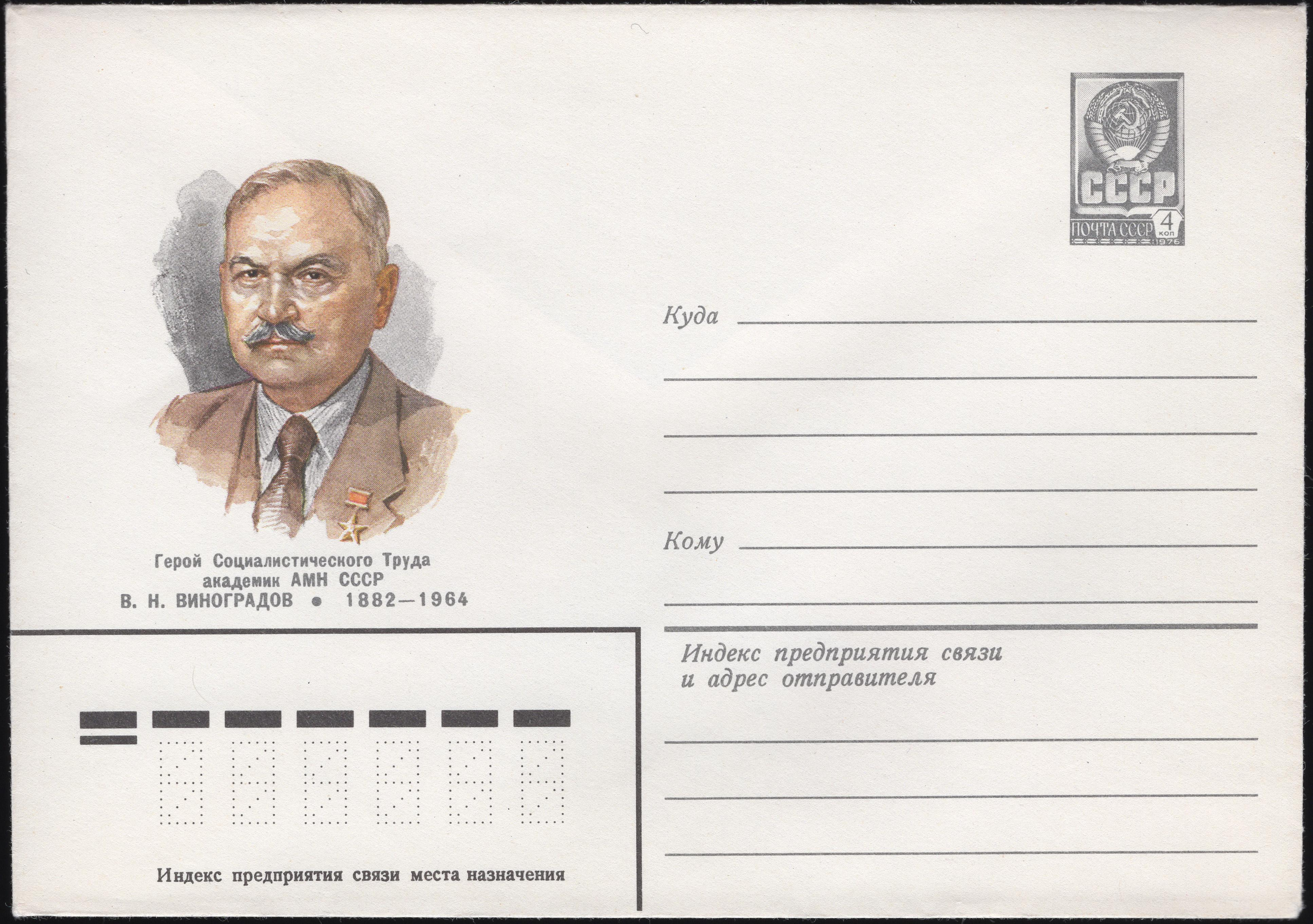
Почтовый конверт. СССР, 1982 год

- В 1964 г. имя В. Н. Виноградова присвоено факультетской терапевтической клинике 1-го Московского медицинского института имени И. М. Сеченова.